# Lestes tikalus
Lestes tikalus är en trollsländeart som beskrevs av Kormondy 1959. Lestes tikalus ingår i släktet Lestes och familjen glansflicksländor. IUCN kategoriserar arten globalt som livskraftig. Inga underarter finns listade i Catalogue of Life.